# The Texas Chainsaw Massacre: The Beginning
The Texas Chainsaw Massacre: The Beginning is een Amerikaanse horrorfilm uit 2006 onder regie van Jonathan Liebesman. De film vertelt over de geschiedenis van Leatherface en is een prequel van The Texas Chainsaw Massacre (2003).

## Functie in de reeks
In The Texas Chainsaw Massacre: The Beginning blijkt dat Leatherface mismaakt geboren werd als zoon van een vrouw in een vleesverwerkingsfabriek. Nadat hij bij het oud vuil is gegooid, vindt Luda Mae Hewitt hem in een vuilnisbak en neemt hem mee naar huis. Zo doet hij zijn intrede in de kannibalistische familie Hewitt, met aan het hoofd Charlie Hewitt.
Leatherface komt als volwassene aan het werk in de plaatselijke vleesverwerkingsfabriek, maar deze gaat dicht vanwege een gebrek aan werk. Bijna heel de bevolking van het plaatsje is al vertrokken naar gunstiger oorden, wanneer Leatherface zijn eerste moord pleegt, op de baas van de fabriek. De enige overgebleven agent in het stadje, sheriff Winston (Lew Temple), wil hem hiervoor arresteren, maar wordt vervolgens door Charlie doodgeschoten. Deze trekt daarop diens uniform aan en neemt de identiteit Sheriff Hoyt aan. Zo kan hij vanaf dat moment nietsvermoedende reizigers in de val lokken.
Hewitt/Hoyt blijkt kannibaal geworden te zijn tijdens de Koreaanse Oorlog, vertelt hij in The Beginning aan Eric Hill (Matthew Bomer). Tijdens zijn dienstjaren was er zo weinig te eten, dat zijn compagnie eens in de zoveel tijd lootjes trok. De verliezer werd de volgende maaltijd.

## Verhaal
Eric Hill gaat in juli 1969 met zijn vriendin Chrissie (Jordana Brewster), zijn broer Dean (Taylor Handley) en diens vriendin Bailey (Diora Baird) met de auto op weg voor een laatste uitje voordat Dean en Eric naar Vietnam worden gestuurd. Dean is niet van plan mee te gaan naar Vietnam, maar moet dat nog vertellen aan Eric, die dolenthousiast lijkt. Voor Eric zal het niet de eerste keer zijn dat hij naar Vietnam gaat. Hij wil in het geheim eigenlijk helemaal niet terug, maar is van plan te gaan om daar op zijn jongere broer te kunnen letten.
Terwijl het viertal op de weg zit, krijgt het motorrijdster Alex (Cyia Batten) achter zich aan. Deze wil ze met een shotgun naar de kant dwingen om de groep te overvallen, maar deze slaat over de kop wanneer ze afgeleid een koe aanrijden. Hoewel Alex het gewonde viertal nog steeds wil beroven, komt er op dat moment een politiewagen aangereden. Alex wil een smoes ophangen, maar wordt meteen neergeschoten door de uitgestapte sheriff Hoyt (R. Lee Ermey). Sheriff Hoyt slaat drie van de vier reizigers in de boeien en zet ze in zijn wagen. Chrissie ontkomt aan zijn blik, omdat ze door het ongeval uit de wagen en het veld in geslingerd is. Naar aanleiding van een signaal van Eric houdt ze zich verstopt voor sheriff Hoyt. Deze neemt zijn 'arrestanten' mee in zijn wagen, naar het blijkt naar zijn huis. Daar staan ze op het menu, terwijl Leatherface een mooi nieuw masker ziet in het gezicht van Eric.

## Rolverdeling
- Jordana Brewster - Chrissie
- Matt Bomer - Eric Hill
- Taylor Handley - Dean
- Diora Baird - Bailey
- R. Lee Ermey - Oom Charlie Hewitt / Sheriff Hoyt
- Andrew Bryniarski - Thomas Hewitt / Leatherface
- L.A. Calkins - Sloane (als Leslie Calkins)
- Marietta Marich - Luda May Hewitt
- Terrence Evans - Monty
- Lee Tergesen - Holden
- Kathy Lamkin -  'Tea Lady'
- Cyia Batten - Alex
- Lew Temple - Sheriff Winston

## Trivia
- De muziek is gecomponeerd door Steve Jablonsky.
- De familie Hewitt, inclusief Leatherface, werd in The Beginning gespeeld door dezelfde acteurs als in de remake van de originele The Texas Chainsaw Massacre.
- De bedenker van het originele The Texas Chainsaw Massacre, Tobe Hooper, was een van de producenten van The Beginning
- The Beginning werd genomineerd voor vijf filmprijzen, hoewel één daarvan de Razzie Award was voor Worst Prequel or Sequel was. De andere (tevens onverzilverde) nominaties waren:
  - Saturn Award - beste make-up
  - Empire Award - beste horror
  - Teen Choice Award - Choice Movie Actress: Horror/Thriller (Brewster)
  - Teen Choice Award - Choice Movie: Scream (Brewster)